# Сергеев, Сергей Ефимович
Сергей Ефимович Сергеев (29 июня 1919 — 14 октября 1944) — командир роты 945-го стрелкового полка (262-й стрелковой дивизии, 39-й армии, 3-го Белорусского фронта, старший лейтенант. Герой Советского Союза.

## Биография
Родился 26 сентября 1919 года в деревне Юрино ныне Вяземского района Смоленской области в семье крестьянина. Русский. После смерти отца воспитывался в детском доме. Окончив семилетнюю школу, работал в Москве.
В 1939 году Свердловским райвоенкоматом города Москвы был призван в Красную Армию и направлен в Ярославское интендантское училище, которое успешно окончил в 1941 году.

## Великая Отечественная война
С первых дней Великой Отечественной войны младший лейтенант Сергеев командовал взводом на Западном фронте. Участвовал в Смоленском сражении, был в партизанском отряде.
Командир стрелковой роты старший лейтенант Сергеев отличился летом и осенью 1944 года в боях за освобождение Прибалтики. Бойцы его роты только за один день 7 октября 1944 года выбили гитлеровцев из шести населённых пунктов, уничтожили 39 солдат и двух взяли в плен, захватили в качестве трофеев 37-мм орудие, 4 станковых пулемёта, 3 ручных пулемёта, 7 винтовок и 3 автомата.
8 октября 1944 года в бою за город Юрбаркас рота Сергеева преодолела минное поле, несколько рядов проволочных заграждений и ворвалась в траншеи противника. Не задерживаясь на взятом рубеже, Сергеев повёл бойцов вперёд и первым ворвался на окраины города. Очищая от захватчиков квартал за кварталом, подразделение вышло к реке Неман и отрезало пути отхода гитлеровцам. В этом бою рота уничтожила 24 солдата противника (лично Сергеев — 6), захватила 2 пулемёта и 75-мм пушку с автомашиной.
На следующий день рота Сергеева одной из первых в дивизии форсировал реку Неман и захватил плацдарм в районе местечка Кидуле (ныне Кидуляй Шакяйского района Мариямпольского уезда Литвы). Бойцы отразил четыре контратаки противника, уничтожив до 50 солдат и офицеров вермахта. Заменив выбывшего из строя пулемётчика, Сергеев сам вёл огонь по врагу. Выполнив поставленную задачу, рота обеспечила переправу главных сил полка.
14 октября 1944 года старший лейтенант С. Е. Сергеев в боях за расширение плацдарма погиб смертью храбрых.
Указом Президиума Верховного Совета СССР от 24 марта 1945 года за образцовое выполнение боевых заданий командования на фронте борьбы с немецко-фашистским захватчиками и проявленные при этом мужество и героизм старшему лейтенанту Сергееву Сергею Ефимовичу посмертно присвоено звание Героя Советского Союза.
Награждён орденом Ленина, медалями.
Похоронен в местечке Кидуляй Шакяйского района Литвы. На могиле установлен памятник.В Вязьме,городе воинской славы,на Аллее Героев установлен его портрет.